# Císařský Hamr
Císařský Hamr (německy Kaiserhammer) je zaniklá osada, která byla součástí obce Trojmezí. Nacházela v nejzápadnější části Ašského výběžku v těsné blízkosti trojmezí Česka, Bavorska a Saska, v oblasti přírodního parku Smrčiny. Na severu osada sousedila se zaniklou saskou obcí Tiefenbrunn.
První zmínka o osadě pochází z roku 1396. Na počátku 15. století byl zde vybudován hamr, v němž se tavilo železo, a přes osadu vedla tzv. Železná cesta do Hofu. V 18. století byl v jeho místě postaven mlýn. Další mlýny byly postaveny proti proudu Rokytnice. Lidé se živili zemědělstvím, tkaním látek a také se pokoušeli v okolí těžit železnou rudu, fylit a v potoce cín. V roce 1845 Johann Gottfried Sommer zmínil, že za zboží mezi obcemi Regnitzlosau a Trojmezí se platilo mýto, které bylo v roce 1849 zvednuto. V roce 1868 osada patřila k okresu Aš. Po vzniku Československa v roce 1918 byla lokalita Císařského Hamru vyhledávaná německými výletníky, kteří navštěvovali hostinec U Jakuba (Jakobs Restaurant) a na samotném Trojmezí stál ještě penzion Willy Hoffmanna, Drei Länder Ecke. V roce 1930 měla osada 9 domů a asi 50 obyvatel. V roce 1937 byla osada oddělena od farnosti v Regnitzlosau a přidělena k farnosti Rossbach. Po druhé světové válce byl hraniční přechod blízko osady uzavřen a do konce roku 1946 bylo odsunuto německé obyvatelstvo. Ve stejném roce byl vyhozen do povětří hraniční most na cestě do Prexu a část obce zničena žhářstvím. Se vznikem železné opony v roce 1948 byla obec zcela opuštěna. Poslední domy byly odstřeleny v roce 1950 a místo se na 40. let stalo zcela nepřístupným, nacházelo se v zakázaném pásmu v blízkosti hranic s Německou spolkovou republikou i v blízkosti přísně střežené hranice mezi Německou spolkovou republikou a Německou demokratickou republikou.
Do dnešních dnů se dochoval smírčí kříž, je údajně symbolem vážného zločinu. Došlo zde k souboji dvou důstojníků, z nichž jeden byl usmrcen. Kolem kříže vede turistická cesta k Trojmezí mezi Českem, Bavorskem a Saskem.